# Goudtiran
De goudtiran (Myiophobus flavicans) is een zangvogel uit de familie Tyrannidae (tirannen).

## Verspreiding en leefgebied
Deze soort komt voor van Venezuela tot Peru en telt vijf ondersoorten:
- M. f. flavicans: van Colombia tot Ecuador en noordelijk Peru.
- M. f. perijanus: noordwestelijk Venezuela.
- M. f. venezuelanus: noordelijk Venezuela.
- M. f. caripensis: noordoostelijk Venezuela.
- M. f. superciliosus: centraal Peru.

## Status
De grootte van de populatie is niet gekwantificeerd maar de soort wordt omschreven als vrij algemeen. Op de Rode lijst van de IUCN heeft deze soort de status niet bedreigd.